# Chinese School Kai Wah
Kai Wah is een Chinese School in Amsterdam waar Mandarijn Chinees wordt gedoceerd. In 2013 gebruikt de school het Berlage Lyceum Amsterdam aan de Pieter Lodewijk Takstraat 33 als cursuslocatie.

## Geschiedenis
Chinese School Kai Wah Amsterdam werd in 1981 opgericht door Mary van der Made. Haar was opgevallen dat in de Chinese gemeenschap van Amsterdam veel kinderen niet meer met hun ouders konden communiceren. Zij spraken als tweede generatie Nederlands, het Kantonees beheersten zij vaak matig.
Twee jaar ervoor, in 1979, was Van der Made daarom begonnen met privécursussen. Toen bleek dat de behoefte naar Chinees onderwijs erg groot was, richtte ze Chinese School Kai Wah op. Kai Wah is verbonden met Chinees Centrum Wah Lai, eveneens in Amsterdam.

## Taalonderwijs
Op Kai Wah werd oorspronkelijk Kantonees (Standaardkantonees) onderwezen, de taal die door de meerderheid van de Chinese gemeenschap in Nederland werd gesproken. In de afgelopen jaren heeft de interesse in de Volksrepubliek China ervoor gezorgd dat Mandarijn veel populairder is geworden. Op Kai Wah worden vandaag de dag alleen nog lessen in Mandarijn aangeboden.